# Ludmila Borgula
Ludmila Borgula (n. 1940) este o politiciană din Republica Moldova, deputat în Parlamentul Republicii Moldova, ales în Legislatura 2005-2009 pe listele Partidului Comuniștilor.